# شاهزاده سليمان
شاهزاده سليمان أوغلو (6 شباط 1955-......) (بالتركية العثمانية: شهزاده سليمان) هو الحفيد العاشر من السلالة العثمانية التي حكمت  الدولة العثمانية 1299-1923 وألغيت السلطنة سنة 1922 مع حلول  تركيا الحديثة محلها وهو الأبن الأول لأبن السلطان عبد الحميد الثاني شاهزاده عزيز أفندي إسطنبول ومن زوجته الثالثة نسل شاه سلطان والحفيد العاشر للسلطان عبد الحميد الثاني ولي العهد الاخير من عرش أل عثمان عاش مع السلطانة نسل شاه سلطان، ولكن الجمهورية التركية أصدرت قرار طرد 155 شخصاً من آل عثمان خارج الحدود التركية في شهر آذار “مارس” سنة 1924م، على أنه لا تحق لهم العودة إلى تركيا إلاَّ بعد 28 سنة سمح بعودة الأمراء الأميرات العثمانيين حتى سنة 1974

## الحياة
يعيش الأمير سليمان حاليا في إسطنبول 
عرف عنه بأنه متدين يصلي الصلاة في أوقاتها يكثر من النوافل والصلاة
ينجذب إلى كل ماهو عثماني يصف نفسه قائلا انا عثماني وانه يحب كل العثمانيين

## الخلافة
بعد السلطان سليمان الثاني غازي لكان يسمى سليمان الثالث لو ظلت الإمبراطورية العثمانية موجودة.